# Monalocoris americanus
Monalocoris americanus är en insektsart som beskrevs av Wagner och Slater 1952. Monalocoris americanus ingår i släktet Monalocoris och familjen ängsskinnbaggar. Inga underarter finns listade i Catalogue of Life.